# Парагвай в Первой мировой войне
Парагвай придерживался нейтралитета в Первой мировой войне.

## Предыстория
После того, как почти каждый взрослый трудоспособный парагваец был убит или искалечен в войне против Тройственного союза — Аргентины, Бразилии и Уругвая, Парагвай был мирной и процветающей страной после нескольких послевоенных восстаний, революций и полномасштабных гражданских войн. В условиях экономического опустошения, вызванного насилием, иностранные инвесторы по заниженным ценам получили огромные участки территории в отдаленном регионе Чако, где границы с Боливией никогда не были должным образом определены. Со временем имущественные распри перерастали в антагонизм двух стран, который мог вылиться в полноценную войну. Тем временем относительная политическая стабильность позволила Парагваю реорганизовать армию в 1912 году и отправить офицеров на профессиональную подготовку в Чили, Аргентину и страны Европы. В следующем году в Парагвай прибыла немецкая военная миссия, которая должна была оставаться до европейской войны. Не имеющий выхода к морю Парагвай серьезно относился к своему речному флоту, компенсируя недостаток средств инновациями и творческим подходом к обслуживанию. Кроме того, страна могла похвастаться отличной разведывательной службой, чему, возможно, способствовала культурная сплоченность доминирующего в Парагвае народа гуарани. Подобная сплоченность объединяла несколько немецких поселений на западном берегу верховьев реки Парана, которые поддерживали тесные контакты со своими соотечественниками в Бразилии.
Возможно, ни одна страна в Латинской Америке не была так далека от влияния и интересов США, как Парагвай. Германия имела гораздо большее присутствие в Парагвае, чем Соединенные Штаты, что сделало парагвайцев более сочувствующими и ценящими немецкую культуру, политику и общество. Иммигранты из Германия впервые появились в конце девятнадцатого века, поселившись в сельскохозяйственных колониях между Вильяррикой и Энкарнасьоном. По одной оценке, в Парагвае насчитывалось около 26 000 немцев из миллиона человек населения. Немецкая община стала основным средством, с помощью которого парагвайцы узнавали о Германии.

## Первая мировая война
В течение первых двух лет войны Парагвай не видел особых причин оправдывать свой нейтралитет, поскольку такие действия были просто правом суверенной власти. Тем не менее, в записке Мануэля Гондры, министра иностранных дел Парагвая, направленной министру США Дэниелу Ф. Муни в феврале 1917 года, когда Соединенные Штаты разорвали отношения с Германией из-за неограниченной подводной войны последней, Гондра тщательно дал понять, что его правительство сочувствует более ранним мирным инициативам президента Вудро Вильсона. Парагвай также высказал мнение, что подводная война Германии представляет угрозу законным интересам нейтральных держав в свободном море. Гондра был обеспокоен тем, что война Соединенных Штатов с любой из европейских воюющих сторон может серьезно повлиять на «международную жизнь республик этого полушария, политическая, моральная и экономическая солидарность которых постоянно укреплялась в течение последних тридцати лет». Наконец, министр иностранных дел заявил, что если Панамериканский конгресс, который был отложен из-за начала войны в 1914 году, был бы вновь созван, Парагвай был бы доволен. Эта конференция должна была бы обсудить экономические и юридические права нейтральных стран Америки во время конфликта. В целом Гондра ясно дал понять, что Парагвай сохранит свой нейтралитет, но выразил озабоченность по поводу будущего межамериканских отношений, если Соединенные Штаты вступят в конфликт. Что бы ни делали Соединенные Штаты, Парагвай был полон решимости не провоцировать эту державу и продолжал поддерживать панамериканскую систему. Два месяца спустя Соединенные Штаты объявили войну Германии. 
До конца войны Парагвай сохранял нейтралитет, но всегда заверял Соединенные Штаты в своей приверженности солидарности между американскими нациями. Правительство Парагвая выступало за международное совещание американских государств для обсуждения поведения этих государств в связи с участием США в войне. Но эта идея не нашла понимания в Вашингтоне, поскольку президент Вильсон вел свою войну и не хотел, чтобы его руки были связаны какой-либо панамериканской конференцией. В то же время отношения между двумя республиками оставались довольно хорошими, поскольку Соединенные Штаты хорошо понимали политику нейтралитета Парагвая и не имели с ней никаких проблем. Назначение Мануэля Гондры послом Парагвая в Соединенных Штатах в конце 1917 года показало сильное желание Парагвая, чтобы ничто не мешало хорошим отношениям с Вашингтоном. 
Одним из аспектом влияния объявления войны США стало проявление про-союзнических настроений со стороны важных представителей парагвайской элиты. В печати и на публичных собраниях в 1917 году такие известные люди, как Антолин Ирала, Сесилио Баес и Хосе П. Гуггиари восхваляли цели союзников и идеалы президента Вильсона. Хотя они сочувствовали делу антинемецкой коалиции, но они также понимали, что вступление США в войну означало значительное изменение мировой власти, которое будет иметь последствия в Америке и Парагвае.

## Экономика
В целом, промышленность процветала во время Первой мировой войны, когда наблюдался бум международного спроса на экстракт танина, главным образом для отверждения кожи для армейских ботинок. Хотя в начале войны наблюдался спад, к середине 1915 года прибыль от войны начала расти, и Парагвай увеличил поставку мяса и зерна. 

## Последствия нейтралитета
Поскольку Парагвай оставался нейтральным, то он не участвовал в Парижской мирной конференции и не подписывал Версальский договор, но был приглашён к созданию Лиги Наций. 10 января 1920 года Парагвай официально вступил в Лигу Наций. 